# Deutsche Fußball-Amateurmeisterschaft 1963
Deutscher Fußball-Amateurmeister 1963 wurden die Amateure des VfB Stuttgart. Im Finale im Kasseler Auestadion siegten die Stuttgarter am 6. Juli 1963 mit 1:0 gegen den VfL Wolfsburg.

## Teilnehmende Mannschaften
Es nahmen die Amateurmeister der fünf Regionalverbände teil:
- VfL Wolfsburg (Nord)

- Blau-Weiß 90 Berlin (Berlin)

- Lüner SV (West)

- Viktoria Sulzbach (Südwest)

- VfB Stuttgart Amateure (Süd)

## Ausscheidungsspiel
|                     | Ergebnis  |          |
| ------------------- | --------- | -------- |
| Blau-Weiß 90 Berlin | 3:3 n. V. | Lüner SV |

### Wiederholungsspiel
|                     | Ergebnis |          |
| ------------------- | -------- | -------- |
| Blau-Weiß 90 Berlin | 0:2      | Lüner SV |

## Halbfinale
|                   | Ergebnis  |                        |
| ----------------- | --------- | ---------------------- |
| Lüner SV          | 2:3 n. V. | VfL Wolfsburg          |
| Viktoria Sulzbach | 0:3       | VfB Stuttgart Amateure |

## Finale
| VfB Stuttgart (Amateure)                     | VfB Stuttgart (Amateure) | VfL Wolfsburg | VfL Wolfsburg |
| -------------------------------------------- | --- | --- | ------------- |
| VfB Stuttgart (Amateure)                     | \| Samstag, 6. Juli 1963 in Kassel (Auestadion) \| \| Ergebnis: 1:0 (1:0) \| \| Zuschauer: 10.000 \| \| Schiedsrichter: Werner Treichel (Berlin) \|                                                            | \| Samstag, 6. Juli 1963 in Kassel (Auestadion) \| \| Ergebnis: 1:0 (1:0) \| \| Zuschauer: 10.000 \| \| Schiedsrichter: Werner Treichel (Berlin) \|                                              | VfL Wolfsburg |
| VfB Stuttgart (Amateure)                     | Helmut Silbernagel – Hans Kocher, Gerhard Pfeifer – Adolf Reichert, Rainer Grau, Siegfried Seifert – Gustav Talpay, Siegfried Böhringer, Werner Röhm, Peter Schäffler, Hartmut Weiß Cheftrainer: Franz Seybold | Heiner Winneke – Marian Foitzik, Uwe Funke – Rolf Köter, Hans Klitzke, Wilfried Reckel – Hermann Bussius, Heinz Fischer, Wilfried Kemmer, Günter Otto, Waldemar Gust Cheftrainer: Ludwig Lachner | VfL Wolfsburg |
| VfB Stuttgart (Amateure)                     | 1:0 Talpay (39.) | | VfL Wolfsburg |
| Samstag, 6. Juli 1963 in Kassel (Auestadion) | | |               |
| Ergebnis: 1:0 (1:0)                          | | |               |
| Zuschauer: 10.000                            | | |               |
| Schiedsrichter: Werner Treichel (Berlin)     | | |               |